# Wachtang Iagoraszwili
Wachtang Iagoraszwili (gruz. ვახტანგ იაგორაშვილი; ur. 5 kwietnia 1964 w Tbilisi) – gruziński pięcioboista nowoczesny.

## Życiorys
Uczestniczył w Letnich Igrzyskach Olimpijskich w 1988, 1996 i 2004 roku. Reprezentował Związek Radziecki podczas letnich igrzyskach olimpijskich w 1988 roku. Po rozpadzie Związku Radzieckiego reprezentował Gruzję na letnich igrzyskach olimpijskich w 1996 roku.
Przed igrzyskami w 1996 poślubił pięcioboistkę nowoczesną Mary Beth Larsen, niedługo później otrzymał obywatelstwo USA.
Reprezentował Stany Zjednoczone podczas letnich igrzysk olimpijskich w 2004 roku.